# Robert Massey Switzer
Robert Massey Switzer Jr. (* 29. Januar 1940 in Kingsport (Tennessee); † 1. Oktober 2023 in Göttingen) war ein US-amerikanischer Mathematiker, der sich mit Algebraischer Topologie befasste.

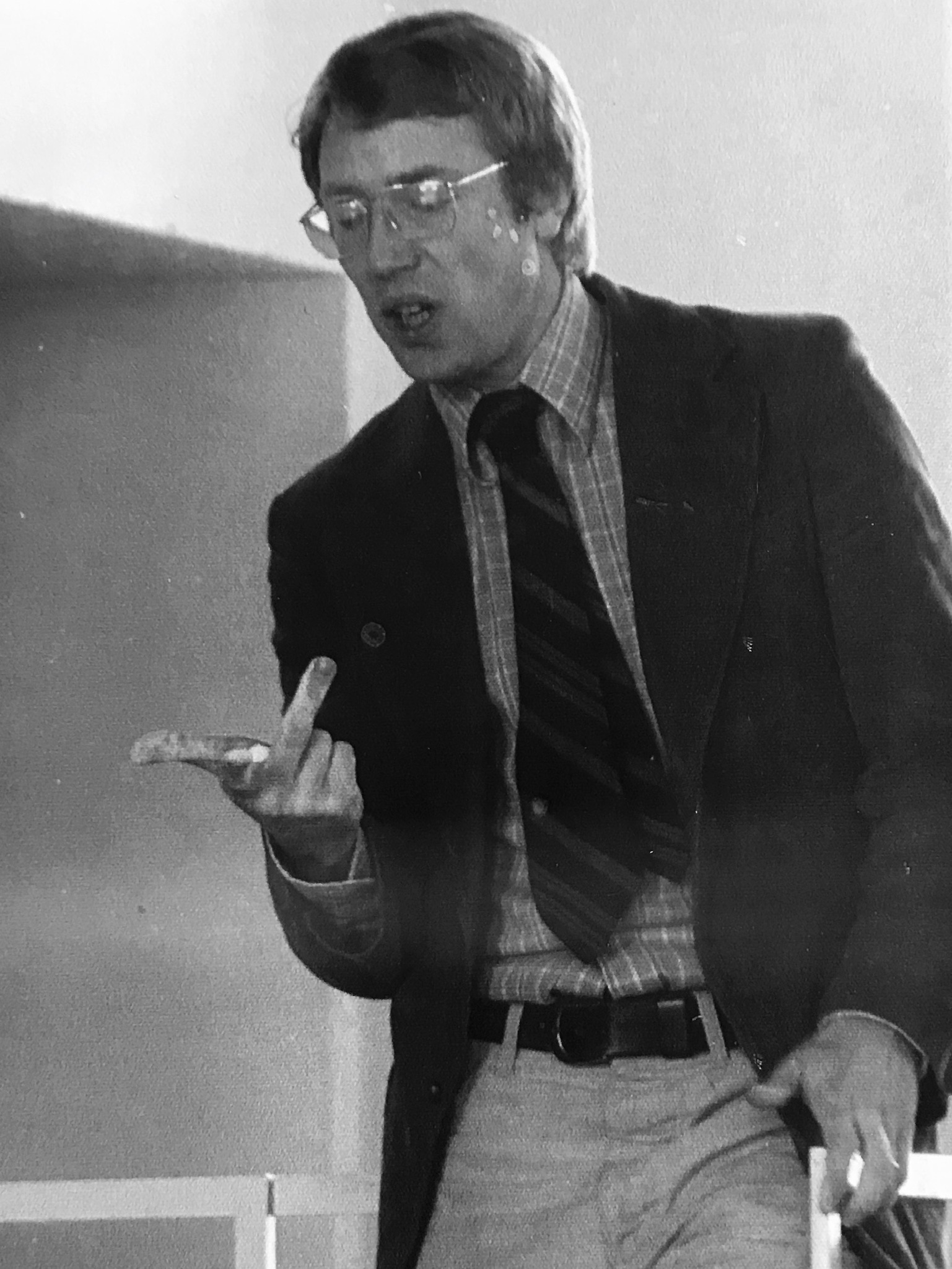
Robert Massey Switzer Jr.

Switzer wurde 1965 bei Hans Samelson an der Stanford University promoviert (Homology with Local Coefficients and Applications to Fiber Spaces). Danach war er fünf Jahre an der University of Manchester und anschließend an der Georg-August-Universität Göttingen, an der er 1973 Professor wurde und wo er bis zur Emeritierung 2005 war.
Von ihm stammt ein Lehrbuch der Algebraischen Topologie in der Grundlehren-Reihe von Springer. Das Buch behandelt auch fortgeschrittene Themen wie die Berechnung verschiedener Kobordismengruppen und der stabilen Homotopiegruppen von Sphären. Er befasste sich in den 1960er Jahren mit Obstruktionstheorie von holomorphen Vektorbündeln auf projektiven Räumen. Ab Mitte der 1980er Jahre wandte er sich der Informatik zu und veröffentlichte Bücher über Betriebssysteme und die objektorientierte Programmiersprache Eiffel.
Durch sein Engagement trug er maßgeblich zu der Gründung des Institut für Informatik der Georg-August-Universität Göttingen bei.

## Schriften
- Algebraic topology: homotopy and homology, Grundlehren der mathematischen Wissenschaften, Springer 1975, Reprint in der Reihe Classics in Mathematics 2002
- mit Nigel Ray, Larry Taylor: Normal structures and bordism theory, with applications to MSp*, Memoirs AMS, 1977
- Operating Systems. A practical approach, Prentice-Hall 1993
- Eiffel, an introduction, Prentice-Hall 1993